# چارلستون (آرکانزاس)
چارلستون (به انگلیسی: Charleston) مرکز ایالت ویرجینیای غربی آمریکاست. جمعیت آن در سرشماری سال ۲۰۱۰ میلادی، ۵۱٬۴۰۰ نفر بوده‌است.
مرکز و پرجمعیت‌ترین شهر ایالت ویرجینیای غربی ایالات متحده و مقر شهرستان کاناوها است.[۷] این شهر که در هم‌ریزگاه رودخانه‌های الک و کناوها قرار دارد، در سرشماری سال ۲۰۲۰، ۴۸۸۶۴ نفر جمعیت داشت و جمعیت آن در سال ۲۰۲۱، ۴۸٬۰۱۸ نفر برآورد شد.منطقه شهری چارلستون در سال ۲۰۲۰ دارای ۲۱۰۶۰۵ نفر ساکن بود.
اولین سکونتگاه دائمی، فورت موریس، در پاییز ۱۷۷۳ توسط ویلیام موریس قبل از جنگ لرد دانمور ساخته شد و در طول انقلاب آمریکا به‌طور گسترده مورد استفاده قرار گرفت. شهر چارلستون توسط مجلس نمایندگان ویرجینیا در سال ۱۷۹۴ با متولیان آن ویلیام موریس، لئونارد موریس و دنیل بون ثبت شد. صنایع اولیه مهم برای چارلستون شامل نمک و اولین چاه گاز طبیعی بود. بعدها، زغال سنگ مرکزی برای رونق اقتصادی در شهر و مناطق اطراف آن قرار گرفت. امروزه تجارت، خدمات آب و برق، دولت، پزشکی و آموزش نقش اساسی در اقتصاد شهر دارند.
دانشگاه ویرجینیای غربی و دانشگاه مارشال در این شهر هستند.

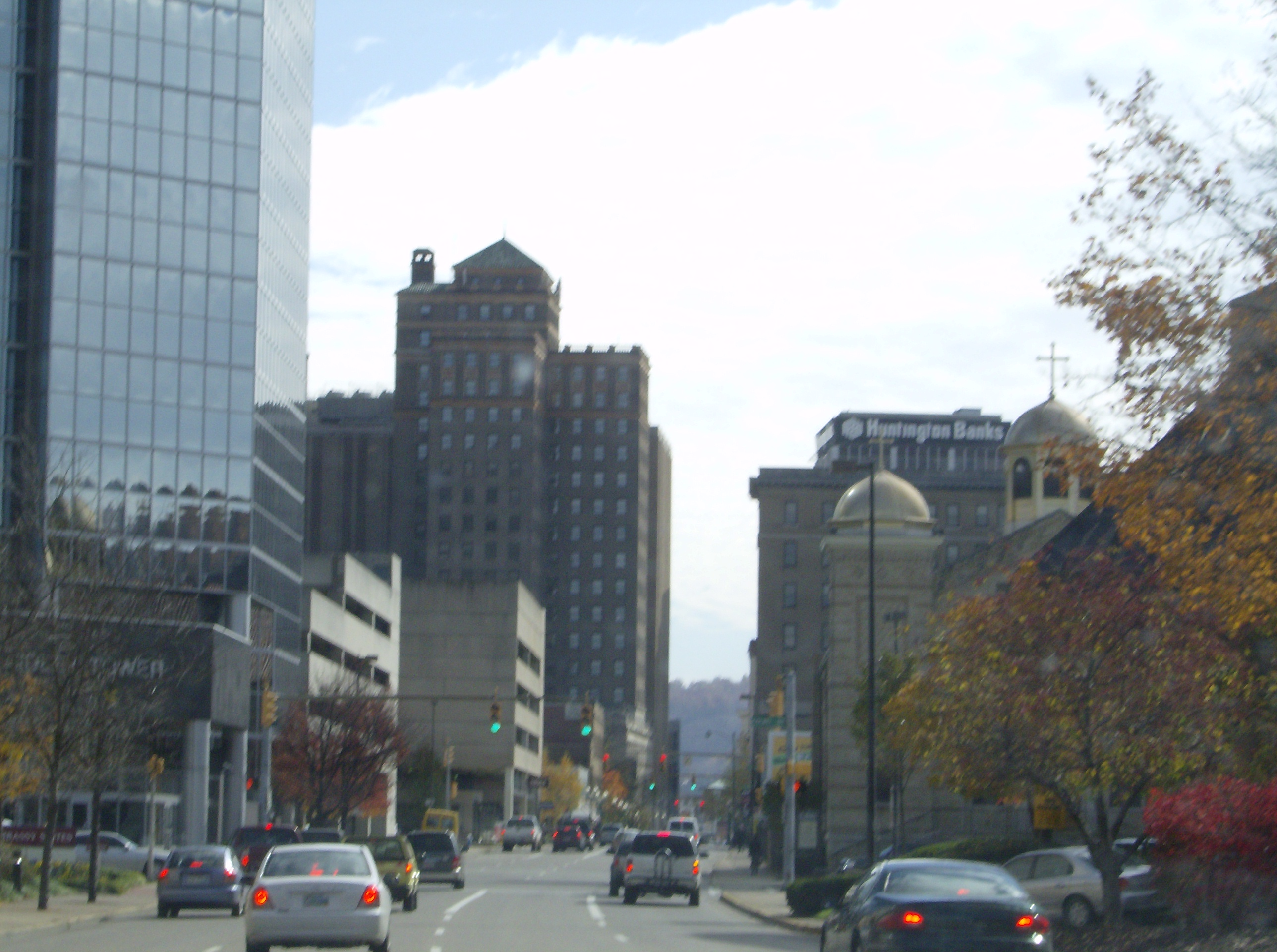
خیابان لی